# Die drei kleinen Schweinchen (1933)
Die drei kleinen Schweinchen ist ein US-amerikanischer animierter Kurzfilm von Burt Gillett aus dem Jahr 1933.

## Handlung
Drei Schweinchen bauen eigene Häuser: Schweinchen Pfeifer baut sich ein Haus aus Stroh und spielt anschließend Flöte. Schweinchen Fiedler hat nach dem schnellen Holzhausbau Zeit, Geige zu spielen. Nur Schweinchen Schlau baut sein Haus aus Stein und hat vor lauter Arbeit keine Zeit zum Musikmachen. Die beiden anderen Schweinchen verspotten den Hausbauer, der sie vor dem bösen Wolf und ihren nicht-stabilen Häusern warnt. Daraufhin beginnen die beiden Schweinchen das Spottlied Who’s Afraid of the Big Bad Wolf? (in der deutschen Version: „Wer hat Angst vorm bösen Wolf?“) zu singen.
Es verschlägt ihnen vor Schreck die Sprache, als mit einem Mal der böse Wolf vor ihnen steht. Pfeifer versteckt sich in seinem Haus, doch wird es vom Wolf umgepustet. Pfeifer rettet sich nun zu Fiedler, doch hält auch das Holzhaus nicht dem Pusten des Wolfs stand. Beide Schweinchen eilen nun in das Steinhaus des dritten Schweinchens. Vergeblich versucht der Wolf, es umzublasen. Als er über den Schornstein in das Haus eindringen will, landet er im darunter befindlichen kochenden Kessel, in den Schweinchen Schlau zudem kurz zuvor noch Terpentin gegeben hat. Laut heulend rennt der Wolf davon. Pfeifer und Fiedler, die daraufhin wieder Who’s Afraid of the Big Bad Wolf? anstimmen, bringt Schweinchen Schlau schnell zur Vernunft: Er imitiert das Anklopfen an der Tür, woraufhin sich beide ängstlich unter seinem Bett verstecken.

## Produktion
Der Film basiert auf der englischen Erzählung Die drei kleinen Schweinchen. Der Film erschien am 27. Mai 1933 im Rahmen der Disney-Trickfilmreihe Silly Symphonies. Er wurde ein großer Erfolg und spielte insgesamt rund 250.000 US-Dollar ein, sodass das Studio mehrere Fortsetzungen herausbrachte: Der große böse Wolf (1934), Die drei kleinen Wölfe (1936) und The Practical Pig (1939).
Der Titel Who’s Afraid of the Big Bad Wolf?, den Frank Churchill für den Film geschrieben hatte, wurde ein Hit und eine inoffizielle Hymne der Großen Depression.

## Synchronisation
| Rolle                            | Originalsprecher | Deutsche Sprecher |
| -------------------------------- | ---------------- | ----------------- |
| Practical Pig/Schweinchen Schlau | Pinto Colvig     | N.N.              |
| Big Bad Wolf/Großer böser Wolf   | Billy Bletcher   | Eduard Wandrey    |
| Fiddler Pig/Fiedler              | Mary Moder       | N.N.              |
| Fifer Pig/Pfeifer                | Dorothy Compton  | N.N.              |

## Kontroverse
Die ursprüngliche englische Fassung von 1933 beinhaltet eine Szene, in der der große böse Wolf in einer Verkleidung (große Nase, Brille, falscher Bart) als jüdischer Hausierer auftritt. In der Szene spricht der Wolf zudem in einer verstellten Stimme mit erkennbar jiddischem Akzent. 
Nach dem Zweiten Weltkrieg wurde diese Szene in den USA kontrovers diskutiert und schließlich 1948 neu ediert. Die Verkleidung entsprach nun der eines fahrenden Bürstenverkäufers, während der Dialog unverändert blieb. 
Im Laufe der Jahre gab es immer wieder neue Varianten dieser Szene, in denen wahlweise die Verkleidung des Wolfs und/oder die Stimme bzw. der Dialog verändert wurden. 1996 veröffentlichte Disney eine Neuauflage auf VHS, in der der Wolf erneut als jüdischer Hausierer in Erscheinung tritt, allerdings ohne den Dialog mit jiddischem Akzent.

## Auszeichnung
Die drei kleinen Schweinchen gewann 1934 den Oscar in der Kategorie „Bester animierter Kurzfilm“.
Im Jahr 2007 wurde der Film von der Library of Congress ins National Film Registry aufgenommen.